# Desdemona Balistrieri
Desdemona Balistrieri (Trapani, 9 settembre 1889 – Palermo, 5 aprile 1976) è stata un'attrice italiana, moglie dell'attore Angelo Musco e sorella di Virginia Balistrieri.

## Biografia
Nel 1905, all'epoca non ancora sedicenne, interpretò il ruolo di Margherita Gauthier de La signora delle camelie.
Girò anche dei film muti all'inizio della sua carriera. Fra questi si ricorda Il latitante del 1915 prodotto dalla Katana film.
In seguito recitò in teatro al fianco di Angelo Musco, che sposerà nel 1923, ricevendo recensioni positive dalla stampa e diventando la prima attrice della compagnia.
Nel 1926 ebbe ampia eco mediatica una causa giudiziaria per diffamazione che la vide contrapposta all'agenzia di stampa  romana Agenzia della Capitale, che in un articolo l'aveva accusata di essere fuggita con un amante, di avere abbandonato la figlia e di avere sottratto beni di valore a Musco.
Dopo la morte del marito, si occupò della direzione del Grand Hotel di Messina acquistato da Angelo Musco nel 1920.
Successivamente entrò nella compagnia dialettale diretta da Rosina Anselmi e da Michele Abruzzo, con la quale recitò a Milano ne La congiura delle mogli gelose scritta da Santi Savarino.